# Giờ Tây Âu
| Xanh dương nhạt | Giờ Tây Âu (UTC+0)                                               |
| xanh dương      | Giờ Tây Âu (UTC+0) Giờ mùa hè Tây Âu (UTC+1) Giờ mùa hè Anh Quốc |
| nâu             | Giờ Trung Âu (UTC+1) Giờ mùa hè Trung Âu (UTC+2)                 |
| kaki            | Giờ Đông Âu (UTC+2) Giờ mùa hè Đông Âu (UTC+3)                   |
| vàng            | Giờ Kaliningrad (UTC+2)                                          |
| lục nhạt        | Giờ Viễn đông châu Âu/ Giờ Moskva (UTC+3)                        |

Giờ Tây Âu (tiếng Anh: Western European Time, viết tắt là WET) và Giờ Phối hợp Quốc tế (UTC) giống nhau. Nó được thông qua bởi các nước ở phía tây và tây bắc châu Âu:
- Quần đảo Canary, bắt đầu vào năm 1946 (phần còn lại của Tây Ban Nha sử dụng thời gian Trung Âu).
- Quần đảo Faroe, bắt đầu vào năm 1908
- Đông Bắc Greenland
- Iceland, bắt đầu vào năm 1968
- Bồ Đào Nha, bắt đầu vào năm 1911, (ngoại trừ Azores, khu vực sử dụng múi giờ UTC-1)
- Cộng hòa Ireland, bắt đầu vào năm 1916
- Vương quốc Anh (bao gồm Anh, Bắc Ireland, Scotland và xứ Wales, Đảo Man và Quần đảo Channel cũng ở cùng múi giờ, nhưng sử dụng thuật ngữ Giờ chuẩn Greenwich).

Vào mùa đông, các quốc gia trên sử dụng Giờ Tây Âu (UTC), vào mùa hè, hầu hết các quốc gia trên sử dụng Giờ ban ngày Tây Âu (UTC+1).